# Niżnije Juri
Niżnije Juri (ros. Нижние Юри) – wieś (dieriewnia) w Rosji, w Udmurcji, w rejonie małopurgińskim. W 2010 liczyła 760 mieszkańców.